# Bizas
Bizas (antično grško: Βύζας [Bizas], sodobno grško:Βύζαντας [Bizantas]), grški kolonist iz 7. stoletja pr. n. št., ustanovitelj Bizanca, kasnejšega Konstantinopla in Carigrada.

## Ustanovitev Bizanca
Bizas, sin kralja Nisosa, je bil grški kolonist iz dorskega mesta Megara, ki je prosil Apolonovo preročišče v Delfih za nasvet, kje naj ustanovi svoje mesto. Dobil je odgovor, da nasproti "dežele slepega". Bizas je med plovbo po Marmarskem morju nasproti Halkedona našel  polotok, kjer se veliko naravno pristanišče Zlati rog stika z Marmarskim morjem in Bosporsko ožino. Ugotovil je, da so morali biti ustanovitelji Halkedona  slepi, da niso prepoznali prednosti polotoka na evropski strani Bosporske ožine. Na polotoku, na katerem je sedaj palača Topkapı, sta bili takrat dve majhni ribiški naselbini Ligos in  Simistra. Bizas je leta 667 pred n. št. na njem ustanovil svoje mesto in izpolnil prerokbo iz Delfov.

## Vira
- Heinrich Wilhelm Stoll: Byzas, v Wilhelm Heinrich Roscher: Ausführliches Lexikon der griechischen und römischen Mythologie, 1. del, 1, Leipzig 1886, str. 841.
- Istanbul Historical Information - Istanbul Informative Guide To The City  Arhivirano 2004-12-05 na Wayback Machine., pridobljeno dne 4. januarja 2011.